# Marcy (Aisne)
Marcy è un comune francese di 169 abitanti situato nel dipartimento dell'Aisne della regione dell'Alta Francia.

## Società

### Evoluzione demografica
Abitanti censiti